# Grande sinfonie caractéristique pour la paix avec la République françoise
La Grande sinfonie caractéristique pour la paix avec la République françoise est une symphonie du compositeur autrichien Paul Wranitzky, écrite en 1797.

## Contexte et création
La Grande sinfonie caractéristique est écrite dans le cadre de la Révolution française, de la Première Coalition contre la France, ainsi que des négociations de paix qui ont suivi l'armistice de Leoben, le 18 avril 1797. Hélas, la réalité des négociations de paix s'est avérée beaucoup plus alambiquée que ce que Wranitzky avait prévu lors de la composition de la symphonie. Lorsque Wranitzky demande, en décembre 1797, l'autorisation d'interpréter la Symphonie pour la paix lors des concerts annuels de Noël de la Tonkünstler-Societät, les négociations sont encore en cours. La paix définitive n'ayant pas encore été conclue, l'empereur François II interdit l'exécution publique de la symphonie. Cela n'a toutefois pas entamé les relations de Wranitzky avec la cour, où la symphonie a été jouée plus tard en privé. Les négociations de paix échouèrent finalement et la guerre reprit en 1799. Il convient également de noter que le lien avec Napoléon, l'inclusion d'une marche funèbre et la longueur de la symphonie préfigurent la Symphonie « Héroïque » de Ludwig van Beethoven.

## Structure
L'œuvre comprend quatre mouvements :
1. Die Revolution - Englischer Marsch - Oesterreicher und Preußischer Marsch
2. Das Schicksal und der Tod Ludwigs - Ein Trauer Marsch
3. Der Englische Marsch - Marsch der Allirten - Das Getümmel einer Schlacht
4. Die Friedens Unterhandlungen - Der Jubel über die Herstellung der Friedens

## Analyse

### Die Revolution - Englischer Marsch - Oesterreicher und Preußischer Marsch
Le premier mouvement s'ouvre sur une inquiétante introduction Andante maestoso avant de se lancer dans le tumultueux Allegro molto, dans une forme sonate approximative. Dans l'exposition, les syncopes, les trémolos et les cordes en mouvement créent un effet dramatique. Une marche anglaise est entendue pianissimo, comme au loin, mais elle est brusquement interrompue par les cordes. Après un passage modulant, la section de développement débouche sur une pompeuse marche des autrichiens et des prussiens, avant que la matière orageuse de la révolution ne revienne, menant ce mouvement expansif à sa conclusion tendue.

### Das Schicksal und der Tod Ludwigs - Ein Trauer Marsch
Le deuxième mouvement s'ouvre sur un Adagio affettuoso affectueux et langoureux qui s'enfonce de plus en plus dans le découragement, culminant avec deux fortissimos marquant la chute de la guillotine. S'ensuit une marche funèbre, avec trompettes en sourdine et timbales recouvertes de tissu. Le mouvement se termine par le retour de l'Adagio initial, évoquant avec tendresse le souvenir de Louis XVI.

### Der Englische Marsch - Marsch der Allirten - Das Getümmel einer Schlacht
Le retour de la Der Englisher Marsch que l'on entend maintenant en force, suivie de la Marsch der Allirten ouvre le troisième mouvement. Un « coup de canon » à la grosse caisse conduit au Getümmel einer Schlacht. Des appels de piccolo, des roulements de caisse claire, des coups de canon et des cordes agitées dépeignent de manière saisissante la bataille qui fait rage.

### Die Friedens Unterhandlungen - Der Jubel über die Herstellung der Friedens
Dans le dernier mouvement, un Andante grazioso tendre et pastoral intitulé Die Friedens Unterhandlungen mène à un Allegro vivace intitulé Der Jubel über die Herstellung der Friedens. Structuré dans une forme sonate bien définie, ce mouvement conclut brillamment la symphonie en capturant l'esprit exubérant de l'accord de paix.